# Откровение Крегера
«Откровение Крегера (комплект документации)» — рассказ российского писателя Виктора Пелевина, написанный в 1991 году.

## Содержание
«Откровение Крегера» вместе с рассказами «Реконструктор (Об исследованиях П. Стецюка)», «Оружие возмездия» и «Музыка со столба» составляет единый цикл произведений в жанре альтернативной истории. Сюжеты этих рассказов перекликаются.
Рассказ «Откровение Крегера» представлен в виде официальной переписки между высокопоставленными деятелями нацистской Германии: рейхсфюрером СС Генрихом Гиммлером, младшим имперским магом Т. Крегером, главным реконструктором И. Вульфом и другими. Приводятся рапорты, служебные записки, протоколы, расшифровки магнитофонных записей.
В рассказе буквально интерпретируется название труда Ленина «Лев Толстой как зеркало русской революции». Сперва Т. Крегеру в астрале является Лев Толстой с медицинским зеркалом на лбу, затем выясняется, что в районе Ясной Поляны строился огромный рефлектор, а собрание сочинений Толстого издавалось с варьированным тиражом каждого тома с целью наводки и фокусировки духовно-мистического зеркала. Из проведённой в «Аннэнербе» реконструкции «зеркала» Льва Толстого следует вывод о необходимости нападения Италии на Абиссинию.
К рассказу «Реконструктор» отсылает уточнение по поводу личности одного из Сталиных: «в настоящее время предположительно – Сероб Налбандян». Фраза Гиммлера «Вам никогда, случайно, не снилось, что вы едете в кузове ободранного грузовика неизвестно куда, а вокруг вас сидят какие-то монстры?» является аллюзией на рассказ «Музыка со столба», где рабочие ехали в кузове грузовика. Герой рассказа «Музыка со столба» в свою очередь в бреду видел себя Гиммлером. Пелевин не даёт однозначного отвела на вопрос, какой из двух рассказов реальность, а какой — сон.

## Публикации
Рассказ «Откровение Крегера» был впервые опубликован в 1991 году в девятом номере журнала «Знание — сила», а также вошёл в состав первого авторского сборника Пелевина «Синий фонарь» (1991).